# باول سيفيرينو
باول سيفيرينو (بالإنجليزية: Paul Severino)‏ هو معلق رياضي أمريكي، ولد في 5 أكتوبر 1983.